# Барбоскины на даче
«Барбо́скины на да́че» — российский полнометражный приключенческий анимационный фильм студии «Мельница» и кинокомпании «СТВ». Он является первым полнометражным фильмом, созданным на основе мультсериала «Барбоскины».
Изначально мультфильм должен состоятся 10 сентября, затем была перенесена на 8 октября, а потом перенесли на 22 октября того же года, из-за пандемии коронавируса. Премьера мультфильма состоялась 24 декабря 2020 года.
18 февраля 2021 года фильм вышел в онлайн-кинотеатрах «Кинопоиск» и «Иви».
Телевизионная премьера мультфильма состоялась 30 декабря 2022 года на канале «СТС».

## Сюжет
Малыш – самый младший в дружной семье Барбоскиных. Он играет в своей комнате, но ему хочется привлечь к организации досуга старших братьев и сестёр. Малыш входит в комнату Гены. Тот работает над своим новым изобретением – автоматическим вантузом. Малыш просит Гену поиграть с ним, но брат говорит ему, что этим они займутся на даче у дедушки, куда семья скоро переберётся.
Малыш заходит в комнату Розы. Та в наушниках отрабатывает танцевальные па. Малыш подходит к сестре сзади, та налетает на братца и падает. Малыш просит Розу поиграть с ним. Та говорит, чтобы он потерепел до того момента, когда семья переедет на дачу.
Малыш заходит к Лизе. Та воображает себя великой актрисой, читает монолог из «Гамлета». Малыш просит сестру поиграть с ним, но Лиза говорит, что они смогут поиграть только на даче.
Малыш заходит к Дружку. Тот озабочен тем, что популярность его блога невысока. Малыш показывает брату на висящий на стене постер: ты должен стать таким, как Суперпёс. Дружок отвечает: ты просто гений! Дружок тут же обращается к своим подписчикам, сообщает о предстоящем событии. Малыш просит Дружка поиграть с ним. Тот ставит младшего брата на скейтборд и выпроваживает из комнаты: на даче наиграемся вволю.
Дружок заходит к Гене, сообщает о своём желании обзавестись суперфлаером. Гена говорит, что займётся этим сразу же после приезда на дачу.
Дедушка приводит своих внуков – Малыша, Дружка, Гену, Лизу и Розу – на дачу. Дружок подтягивается на турнике, Лиза находит припрятанные ею и Розой прошлым летом секретики, Гена заходит в свою лабораторию, расположенную в мансарде, Роза утверждает, что куклы, оставленные ею на даче, очень мимишные.
Дружок приходит к Гене, напоминает об обещании заняться суперфлаером. Гена говорит, что должен закончить работу над одним из своих изобретений, а ракетным ранцем он займется через неделю. Дружок требует, чтобы работу над суперфлаером Гена начал немедленно. Тот пытается спрятаться от назойливого брата, но Дружок находит Гену во всех укромных местах, где тот пытается затаиться. Даже забравшись на крышу, Гена не может скрыться от Дружка. Он вынужден сдаться и пообещать, что займётся суперфлаером немедленно.
Малыш жалуется Деду на то, что старшие братья и сёстры не хотят играть с ним. Дед спрашивает, во что Малыш хочет поиграть. Тот говорит, что ему хотелось бы поиграть в гав-крафт. Потом Дед достаёт из сундука лук и стрелы с присосками, отдаёт это оружие Малышу.
Малыш воображает, как играет в индейцев с братьями и сестрами. Он, будучи вождём индейцев, приказывает соплеменникам (Лизе, Розе и Дружку) начать охоту на кролика (Гена). Индейцы с улюлюканьем гонят кролика по пустыне, покрытой кактусами. Кролик спасается от выпущенных в него стрел при помощи зонтика, но попадает в ловушку, хитро устроенную вождём.
Малыш подходит к Лизе. Та сидит за столом и рядом с ней ведро картошки, которую нужно почистить. Лиза листает модный журнал. Там написано о том, что Брэд Питбуль снова свободен, готов к новым отношениям. А принц Гаври озабочен поисками невесты. Кандидатка должна быть добропорядочной, желательно из хорошего общества. Лиза предлагает Малышу перекусить яблоком, пока она не приготовит картошку. Малыш просит поиграть с ним в индейцев. Лиза говорит, что согласится на это, если Малыш почистит за неё комнату. Барбоскины приветствуют своего друга Тимоху, которому родители разрешили погостить у них неделю.
По лесной дороге перемещаются два кота – Дымок и Пушок. Пушок катит тележку, в которой расположился Дымок. На крутом склоне Пушок не может справиться с управлением, тележка катится вниз и въезжает на мостки на берегу пруда и Дымок вылетает из тележки. Пушок вбегает на мостки и видит, что его приятель сидит в резиновой лодке, привязанной причальным тросом к мосткам. Пушок показывает на домик, расположенный на другом берегу пруда. Бабушка ему говорила, что там живет отставной моряк и к нему внуки приезжают. Фамилия у них – Барбоскины.
Коты приходят на полянку и обнаруживают, что кто-то повесил на дерево качели. Дымок снова возмущается произволом Барбоскиных и говорит, что надо сорвать качели. Пушок предлагает вместо этого подбросить во двор Барбоскиных дохлых лягушек. Дымок при помощи смартфона заходит в интернет и обнаруживает там пост Дружка, который сообщает о предстоящем испытании суперфлаера и говорит, что им нужно проследить за Барбоскиными.
Дружок пытается найти Тимоху, но того нигде нет. Малыш тоже пытается найти его.
Тимоха и Роза разговаривают на берегу пруда. Тимоха пытается приобщить Розу к искусству битбокса. Та смеётся. Тимоха сообщает Розе, что ему нужно кое-что ей сказать, но не может выдавить из себя ни слова. Потом она упоминает в разговоре Боба из параллельного класса. Тимоха страшно этим обеспокоен. Роза, пытаясь исправить впечатление, говорит, что Боб просто очень хорошо танцует. А в наше время не уметь танцевать – просто позор.
На берег выходит Малыш и просит сестру вместе с Тимохой составить ему компанию в игре про индейцев, но Роза прогоняет его. Понурив голову, Малыш уходит прочь. Тимоха тоже покидает Розу.
Малыш, разговаривая сам с собой, утверждает, что родные ещё пожалеют, что отказались с ним играть. Он воображает, как братья и сёстры в индейских нарядах, стоя на коленях, умоляют вождя индейцев взять их в его племя. Но суровый вождь отправляет неблагодарных прочь. Те удаляются, рыдая и заламывая лапы.
Дымок и Пушок, замаскировавшись ветками, в бинокль наблюдают за дачей Барбоскиных. Пушок протягивает приятелю рюкзак. Тот извлекает оттуда пончик и поедает его. Коты слышат чей-то голос. Это Малыш, раскачиваясь на качелях, разговаривает сам с собой. Коты подходят к Малышу и Дымок сталкивает его с качелей. Но когда выясняется, что Малыш из семьи Барбоскиных, а Дружок, собирающийся испытать суперфлаер его брат, Дымок сменяет гнев на милость. Коты соглашаются поиграть с Малышом в индейцев. Потом Дымок предлагает поиграть в шпионов. Малыш должен вернуться на дачу, разузнать всё про суперфлаер и рассказать об этом котам. Малыш говорит, что дедушка его сегодня больше на улицу не выпустит и они увидятся только завтра и идёт на дачу. Дымок говорит, что им потребуются перья петуха для того чтобы выглядеть как индейцы.
На следующее утро из дома Барбоскиных выходит Тимоха. За его плечами рюкзак. Он подходит к стоящему во дворе столику и кладёт на его поверхность конверт. На нём написано: Розе. К Тимохе подходит дед.
Удаляясь от дачи Барбоскиных, Тимоха читает рэп, из текста следует, что Роза пожалеет о том, что рассталась с ним.
Чтобы отвязаться от Дружка, Гена делает макет суперфлаера, при помощи кран балки организует для брата пробный полёт на нём. Дружок размещает пост о том, что суперфлаер уже летает, а завтра будет презентация для всех желающих.
Роза упрекает Лизу за то, что та так и не начистила картошки, семье пришлось есть надоевшие всем макароны по-флотски.
Дедушка предлагает Малышу построить вигвам. Малыш просит Лизу сходить к его друзьям-индейцам и сообщить о том, что суперфлаер уже летает. Лиза доставляет это сообщение котам. Дымок говорит Пушку, что сегодня в 22:00 нужно пробраться на дачу Барбоскиных и похитить суперфлаер.
Гена признаётся Дедушке, что подвёл Дружка: на самом деле суперфлаер летать не может. Дед говорит, что семья – это главное. Надо горой стоять друг за друга. А потому Гена должен во всём Дружку признаться. Гена говорит, что так и сделает, но он не осмеливается поговорить о суперфлаере с Дружком.
С наступлением темноты коты пробираются на дачу Барбоскиных. Они пытаются похитить суперфлаер, но им мешает Дедушка.
На следующий день, дождавшись, пока Дедушка уйдёт на рыбалку, коты врываются на дачу, привязывают Лизу, Розу, Гену и Дружка к деревьям, и извлекают из мастерской Гены суперфлаер.
Дымок пытается взлететь на суперфлаере, у него ничего не получается. Барбоскины смеются над ним.
Из леса  возвращается Малыш. Используя изобретение Гены – экзоскелет – Малыш прогоняет с дачи котов.
На дачу возвращается Тимоха, он мирится с Розой.
С рыбалки приходит Дедушка. Он зовет всех на чай к соседке.
Соседка говорит, что сейчас должен вернуться домой её внук с приятелем. Приходят Пушок и Дымок. Они просят у Барбоскиных прощения, их принимают в компанию.
Дружок сообщает своим зрителям, что суперфлаер – это вчерашний день и представляет нашему вниманию экзоскелет.

## Роли озвучивали
| Актёр                      | Роль                   |
| -------------------------- | ---------------------- |
| Ксения Бржезовская         | Малыш                  |
| Юлия Зоркина               | Дружок / бабушка Пушка |
| Мария Цветкова-Овсянникова | Роза                   |
| Михаил Черняк              | Гена                   |
| Екатерина Гороховская      | Лиза                   |
| Вадим Бочанов              | Дедушка                |
| Максим Сергеев             | Тимоха                 |
| Валерий Смекалов           | Дымок                  |
| Иван Чабан                 | Пушок                  |

## Создатели
| Режиссёры             | Елена Галдобина, Фёдор Дмитриев |
| Продюсеры             | Сергей Сельянов, Александр Боярский |
| Авторы сценария       | Александр Боярский, Александра Шоха |
| Художник-постановщик  | Олег Маркелов |
| Композиторы           | Георгий Жеряков, Александр Боярский |
| Режиссёр монтажа      | Сергей Глезин |
| Звукорежиссёр         | Евгений Жебчук |
| Визуализация          | Камиль Аминов |
| Использованная музыка | - Камиль Сен-Санс «Лебедь», фрагмент - Вольфганг Амадей Моцарт «Маленькая ночная серенада», фрагмент - Фрагмент из увертюры «Сорока-Воровка», Джоаккино Россини - «Песня Тимохи» 1. Музыка и слова — Елена Галдобина, Фёдор Дмитриев 2. Исполняют — Максим Сергеев, Елена Галдобина 3. Адаптация — Jeff Hylton 4. Исполняют — Jessica Paquet, Tom Wayland - «Ветер шумит» 1. Музыка и слова — Александр Боярский 2. Исполняет — Любовь Владимирова |

## Даты премьер
- Казахстан — 24 декабря 2020
- Россия — 24 декабря 2020[3]
- ОАЭ — 22 апреля 2021
- Монголия — 7 января 2022
- Норвегия — 14 января 2022
- Республика Корея — 27 октября 2022
- Турция — 7 июля 2023
- США — 30 апреля 2024

## Отзывы
Мультфильм получил разные отзывы.
Родион Чемонин на сайте Film.ru написал, что из взрослых зрителей мало кому будет интересен фильм о Барбоскиных, но отметил, что он идёт от силы час и в нём есть даже любовная линия, подкреплённая красочными видеоклипам. Он обратился ко взрослой аудитории, заявив, что если они не смотрели мультсериал, то это отличный повод поговорить с детьми или внуками, чтобы понять, кто есть кто в этой собачьей вселенной и сгладить конфликт поколений.
Ася Заболоцкая на сайте kinoafisha.ru написала, что рекомендует мультфильм для семейного просмотра. Она отметила, что создатели фильма аккуратно пытались создать гармонию между двумя разными аудиториями. Заболоцкая считает, что взрослые могут потеряться в истории и просто наслаждаться анимацией, но зато дети останутся довольны.
На сайте tlum.ru написали, что этот мультфильм — добрый семейный проект, который понравится маленьким зрителям, но также и не даст особо заскучать взрослым.